# II. třída okresu Brno-město 2003/2004
V soubojích fotbalové II. třídy okresu Brno-město 2003/2004, jedné ze skupin 8. nejvyšší fotbalové soutěže, se utkalo 14 týmů dvoukolovým systémem podzim – jaro. Tento ročník skončil v červnu 2004. Postup do I. B třídy Jihomoravského kraje 2004/2005 si zajistil vítězný tým FC Dosta Bystrc-Kníničky „B“. Sestoupil poslední tým TJ MCV Brno. 

## Výsledná tabulka
| Poř. | Tým                            | Z  | V  | R | P  | VG | OG  | B  |
| ---- | ------------------------------ | -- | -- | - | -- | -- | --- | -- |
| 1.   | FC Dosta Bystrc-Kníničky „B“   | 26 | 21 | 2 | 3  | 83 | 22  | 65 |
| 2.   | SK Tuřany                      | 26 | 21 | 2 | 3  | 74 | 21  | 65 |
| 3.   | FC Sparta Brno „B“             | 26 | 15 | 5 | 6  | 76 | 41  | 50 |
| 4.   | SK Řečkovice                   | 26 | 14 | 2 | 10 | 68 | 42  | 44 |
| 5.   | TJ Tatran Starý Lískovec (N)   | 26 | 13 | 4 | 9  | 61 | 47  | 43 |
| 6.   | SK Chrlice                     | 26 | 12 | 6 | 8  | 59 | 43  | 42 |
| 7.   | Lokomotiva Brno-Horní Heršpice | 26 | 10 | 5 | 11 | 48 | 54  | 35 |
| 8.   | FC Medlánky „B“                | 26 | 10 | 4 | 12 | 49 | 58  | 34 |
| 9.   | FK Žabovřesky                  | 26 | 8  | 5 | 13 | 46 | 53  | 29 |
| 10.  | FC Komín „B“                   | 26 | 7  | 6 | 13 | 35 | 48  | 27 |
| 11.  | SK Líšeň „B“                   | 26 | 7  | 6 | 13 | 44 | 52  | 27 |
| 12.  | SK Žebětín                     | 26 | 6  | 8 | 12 | 31 | 50  | 26 |
| 13.  | TJ Start Brno                  | 26 | 6  | 3 | 17 | 28 | 96  | 21 |
| 14.  | TJ MCV Brno                    | 26 | 1  | 4 | 21 | 28 | 103 | 7  |

Poznámky:
- Z = Odehrané zápasy; V = Vítězství; R = Remízy; P = Prohry; VG = Vstřelené góly; OG = Obdržené góly; B = Body; (S) = Mužstvo sestoupivší z vyšší soutěže; (N) = Mužstvo postoupivší z nižší soutěže (nováček)

|  | Postup do I. B třídy Jihomoravského kraje 2004/2005 |
|  | Sestup do III. třídy okresu Brno-město 2004/2005    |